# موشه لوی
راو آلوف موشه لِوی (به عبری: משה לוי) (۱۹۳۶ - ۸ ژانویه ۲۰۰۸) از فرماندهان نظامی نیروهای دفاعی اسرائیل و دوازدهمین فرمانده ستاد کل نیروهای دفاعی اسرائیل از سال ۱۹۸۳ تا ۱۹۸۷ میلادی بود.

## زندگی‌نامه
وی در سال ۱۹۳۶ میلادی، از والدینی عراقی‌تبار در شهر تل‌آویو متولد شد.
موشه لوی از کماندوهای تیپ گولانی بود. وی در تشکیل دو تیپ جدید در نیروهای دفاعی اسرائیل به نام تیپ ۹۳۳ نهال و تیپ ۸۴ گیواتی نقش اساسی داشت.

## مرگ
وی در تاریخ ۱ ژانویه ۲۰۰۸ میلادی، بر اثر سکته مغزی به مرکز درمانی هااِمک فرستاده و بستری شد. نهایتاً در ۸ ژانویه درگذشت.